# 平尾辰夫
平尾 辰夫（ひらお たつお、1929年1月26日 - 2022年4月13日）は、日本の実業家。東宝取締役、コマ・スタジアム取締役などを歴任し、ミュージカル「レ・ミゼラブル」、「ミス・サイゴン」の日本公演に尽力した。

## 経歴・人物
和歌山県出身。1955年に早稲田大学第一政治経済学部経済学科を卒業し、同年に東宝に入社。取締役、常務、専務などを歴任し、コマ・スタジアム取締役も務めた
「レ・ミゼラブル」（1987年）、「ミス・サイゴン」（1992年、1993年）の日本での初公演に尽力し、キャメロン・マッキントッシュと信頼関係を築き、日本での長期公演の礎を築いた。
2022年4月13日、脳出血のために死去。93歳没。